# Gundardihi
Gundardihi fou un estat tributari protegit del tipus zamindari al districte de Raipur, a les Províncies Centrals.
La superfície era de 199 km² i la població de 19.927 habitants (1881). Va pertànyer almenys des del segle XVII a la mateixa nissaga de zamindars. La capital era Gundardihi a 20° 56′ 30″ N, 81° 20′ 30″ E / 20.94167°N,81.34167°E